# Gyula Verhovay

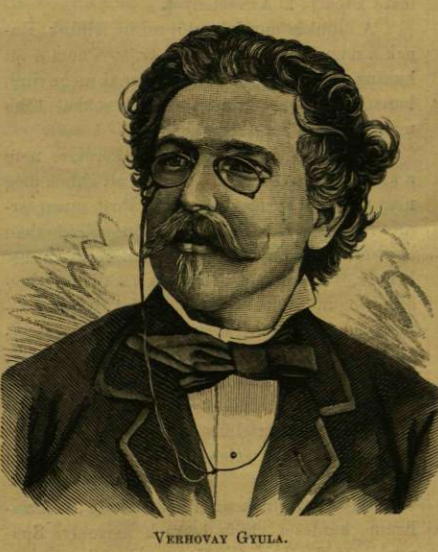
Gyula Verhovay, 1880

Gyula Verhovay (* 21. Januar 1849 in Nátafalva, Komitat Zemplén; † 20. April 1906 in Battonya, Komitat Csanád) war ein ungarischer Journalist und Politiker.

## Leben
Der auch Kleiner Kossuth genannte Abgeordnete von Cegléd (Komitat Pest-Pilis-Solt-Kiskun) wechselte um März 1883 von der Unabhängigkeitspartei zur Antisemitenpartei. Nachdem er im Sommer wiedergewählt worden war, verlor er drei Jahre später sein Mandat.